# Liste der Naturschutzgebiete im Hohenlohekreis
Im Hohenlohekreis gibt es 20 Naturschutzgebiete. Für die Ausweisung von Naturschutzgebieten ist das Regierungspräsidium Stuttgart zuständig. Nach der Schutzgebietsstatistik der Landesanstalt für Umwelt, Messungen und Naturschutz Baden-Württemberg (LUBW) stehen 489,04 Hektar der Kreisfläche unter Naturschutz, das sind 0,63 Prozent.

## Naturschutzgebiete im Hohenlohekreis
| Name                                 | Bild | Kennung            | Einzelheiten | Position | Fläche Hektar | Datum         |
| ------------------------------------ | ---- | ------------------ | --- | -------- | ------------- | ------------- |
| Viehweide auf Markung Michelbach     |      | 1.010 WDPA: 82782  | Öhringen Alte Viehweide mit ehemaliger Streunutzung. Streuwiesen mit lockerem Birken- und Eichenbestand. | ⊙        | 18,2          | 14. Aug. 1980 |
| Entlesboden                          |      | 1.011 WDPA: 81613  | Waldenburg (Württemberg) Alte Viehweide mit Streunutzung, teilweise nasse Streuwiesen, lockerer Birkenbestand. | ⊙        | 7,2           | 14. Aug. 1980 |
| Hang am Rengerstal                   | BW   | 1.075 WDPA: 81819  | Dörzbach Floristisch wertvolle steppenheideartige Fläche als ökologischer Ausgleichsraum innerhalb der Kulturlandschaft. | ⊙        | 3,2           | 19. Juni 1979 |
| Pflanzenstandorte Brühl und Rautel   | BW   | 1.076 WDPA: 82326  | Krautheim Floristisch und faunistisch wertvolle trockene Steilhänge im Unteren Muschelkalk. | ⊙        | 6,0           | 29. Juni 1979 |
| St. Wendel zum Stein                 |      | 1.082 WDPA: 82494  | Dörzbach Jagsttalhang in seiner landschaftlichen Vielfalt, Eigenart und Schönheit mit Felsbildungen aus Kalktuff und naturnahen Wäldern in der Umgebung der Kapelle "St. Wendel zum Stein". | ⊙        | 12,2          | 18. Dez. 1979 |
| Pflanzenstandorte Pfahl und Sündrich | BW   | 1.087 WDPA: 82328  | Weißbach (Hohenlohe) Steppenheide mit einer seltenen und schutzwürdigen Fauna und Flora im Bereich des Unteren Muschelkalkes. | ⊙        | 9,1           | 9. Feb. 1981  |
| Wagrain-Lange Wiese-Stegbrühl        | BW   | 1.097 WDPA: 82852  | Krautheim, Schöntal Landschaftsökologisch wertvoller Flussabschnitt der Jagst mit Prall- und Gleithang, Altwasser und artenreichem Ufergehölz. Am Prallhang Quellenaustritt mit Tuffbildung, eschenreicher Sumpfwald mit Quellfluren. | ⊙        | 9,5           | 29. Jan. 1982 |
| Rößlesmahdsee mit Pfaffenklinge      |      | 1.110 WDPA: 82444  | Kupferzell, Waldenburg (Württemberg) Geomorphologisch hoch interessantes Beispiel für die Konkurrenz zwischen dem älteren zur Donau führenden und dem jüngeren, rheinischen Abflusssystem. | ⊙        | 15,9          | 30. Nov. 1982 |
| Lache-Felsen-Felsenwiesen            | BW   | 1.117 WDPA: 164315 | Schöntal Landschaftsprägende Felswand, Altwasser und Quellbereiche als Lebensraum seltener, z. T. bedrohter Pflanzenarten. | ⊙        | 6,3           | 16. Dez. 1983 |
| Laibachsweinberg-Im Tal-Im Köchlein  | BW   | 1.123 WDPA: 164326 | Dörzbach, Krautheim Floristisch und faunistisch wertvolle, trockene Steilhänge im Unteren Muschelkalk. | ⊙        | 20,0          | 27. Juli 1984 |
| Stein                                | BW   | 1.129 WDPA: 165668 | Krautheim, Schöntal Steilhang im Unteren Muschelkalk als landschaftsprägendes Element des Jagsttales mit z. T. landwirtschaftlich extensiv, z. T. ungenutzte Flächen, Lebensraum seltener Pflanzen und Tiere. | ⊙        | 6,1           | 4. Dez. 1984  |
| Einberg                              | BW   | 1.146 WDPA: 162897 | Pfedelbach Keupersandstein-Blockhalde mit einem ganz seltenen Arten-Mosaik, geprägt durch sehr unterschiedliche Standortverhältnisse; große Artenvielfalt an Moosen; einmalig in Regierungsbezirk Stuttgart. | ⊙        | 7,7           | 17. Nov. 1986 |
| Heide am Dünnersberg                 | BW   | 1.154 WDPA: 163579 | Mulfingen Wertvolle Wacholderheide umrahmt von Magerrasen und trockenen Hangwiesen. | ⊙        | 6,9           | 13. Nov. 1987 |
| Riedhölzle und Jagstaue              |      | 1.160 WDPA: 165176 | Mulfingen In die Muschelkalklandschaft der Hohenloher Ebene idyllisch eingeschnittenes Jagsttal mit naturnahen Hangwäldern und ökologisch wertvollen Jagstauen, als Nahrungs- und Brutraum einer vom Aussterben bedrohten Vogelart; die vielgestaltige, mosaikartige Verteilung von Gehölzgruppen, Hecken, Bachgehölzen, kleinen Laubholzwäldchen mit herkömmlicher, bäuerlicher nieder- und mittelwaldartiger Nutzung, prägt die unverwechselbare Landschaft der Jagst.                                 | ⊙        | 63,0          | 30. März 1989 |
| Goldberg im Meßbachtal               | BW   | 1.194 WDPA: 163273 | Dörzbach, Krautheim Biologisch vielfältiger und landschaftlich reizvoller Steilhang mit offen gehaltenen Vegetationsformen trockenwarmer Standorte und Teilflächen ungestörter Sukzession; extensive Nutzungsformen, wie Streuwiesen und Magerrasen sollen gefördert werden. | ⊙        | 16,2          | 18. März 1993 |
| Schild                               | BW   | 1.229 WDPA: 165392 | Dörzbach Extensiv genutzter Offenlandbiotop mit hoher Strukturdiversität und regionaltypischer Ausprägung (Kalkmagerrasen, Extensivweide, wärmeliebende Stauden- und Krautsäume Gebüsche und Hecken) sowie den damit verbundenen spezifischen Artenzusammensetzung. | ⊙        | 3,4           | 15. Dez. 1997 |
| Hohenberg-Setz                       | BW   | 1.231 WDPA: 318556 | Schöntal Vielfältiges Standortmosaik unterschiedlicher Lebensräume an einem für die Landschaft typischen, sonnenseitigen Steilhang im oberen Muschelkalk mit seinen natürlichen Prozessen; die offenen Kalkmagerrasen im Gewann Setz sollen durch Schafbeweidung erhalten werden; die ungestörte Entwicklung von Vegetation und Tierwelt im Gewann Hohenberg soll gesichert und erhalten werden. | ⊙        | 14,6          | 13. Aug. 1998 |
| Obere Weide                          |      | 1.236 WDPA: 82266  | Waldenburg (Württemberg) Aus Waldweide und Streunutzung hervorgegangene und das Landschaftsbild in besonderem Maße prägendes Gebiet als Standort seltener und gefährdeter Pflanzenarten und Pflanzengesellschaften, darunter auch Pfeifengrasbestände, Borstgrasrasen sowie Heidekrautflächen; Relikt ehemals weitverbreiteter Nutzungsformen mit kulturhistorischer und landeskundliche Bedeutung. | ⊙        | 22,1          | 30. Aug. 1999 |
| Vogelhalde Sindringen-Ohrnberg       |      | 1.238 WDPA: 82811  | Forchtenberg, Öhringen Talaue und naturnahe Hangwälder mit Reiherkolonie an den Steilhängen des Kochertales; Nahrungs-, Aufenthalts- und Brutraum bedrohter Vogelarten. | ⊙        | 215,1         | 30. Dez. 1999 |
| Brettachtal oberhalb Geddelsbach     | BW   | 1.243 WDPA: 318238 | Wüstenrot, Bretzfeld Naturhafte, unbeeinträchtigte Brettach in ihrer Wildwasserausprägung als Lebensraum für seltene Vogelarten sowie Auenwaldgesellschaften als Lebensbereich von gewässernahen, sehr seltenen Lebensgemeinschaften von Tier- und Pflanzenarten im Bereich des Keuperstufenrandes der Schwäbisch-Fränkischen Waldberge. Insbesondere sollen die Erlenwald-Gesellschaften mit Riesenschachtelhalm entlang der Brettach in Verbindung mit den Talwiesen gefördert werden.                 | ⊙        | 25,7          | 19. Dez. 2000 |
| Im See                               |      | 1.267 WDPA: 344590 | Krautheim Strukturreiche Uferbereiche an Stauseen als Lebens- und Rückzugsraum zahlreicher, zum Teil gefährdeter Pflanzen- und Tierarten, insbesondere Brut-, Rast- und Nahrungsgebiet für zahlreiche, teilweise gefährdete oder vom Aussterben bedrohte Vogelarten. Es ist ein Brut-, Rast- und Nahrungsgebiet für zahlreiche, teilweise gefährdete oder vom Aussterben bedrohte Vogelarten. Das Schutzgebiet hat damit überregionale Bedeutung als Trittsteinbiotop für wassergebundene Zugvogelarten. | ⊙        | 8,1           | 22. Nov. 2005 |
| Legende für Naturschutzgebiet        |      |                    | |          |               |               |